# هاینتس هرگت
هاینتس هرگت (به آلمانی: Heinz Herget) بازیکن فوتبال و مدافع اهل آلمان شرقی بود که از سال ۱۹۶۲ میلادی عضو تیم ملی فوتبال آلمان شرقی بوده‌است. وی در ۱ بازی ملی حضور داشته و در بازی‌های ملی‌اش گلی به ثمر نرساند. هاینتس هرگت آخرین بازی ملی خود را در سال ۱۹۶۲ میلادی انجام داد.